# Iosefin
Iosefin (în germană Josephstadt, maghiară Józsefkülváros), este un cartier din Timișoara. Numele său provine de la cel al împăratului Iosif al II-lea, în timpul domniei căruia a fost întemeiat.

## Istoricul cartierului
Până după 1716, zona actualului cartier Iosefin era nelocuită și lipsită de construcții, cu excepția unui „val roman”, despre care nu se cunoaște când a fost realizat, dar care traversa teritoriul actualului cartier.
În 1744 a fost acordată aprobarea de înființare a cartierului, cu denumirea de Maierele Noi Germane (maghiară Új Német Majorok; germană Neue Deutsche Meierhöfe). Acesta era conceput ca un sat de coloniști germani și avea trei străzi principale, de-o parte și de cealaltă a Canalului Bega : actualele străzi Dragalina, Bolintineanu–Văcărescu și Pop de Băsești–Maniu. Casele aveau grădini luxuriante, folosite de burghezia din Cetate drept refugii. Cartierul era situat la sud-vest de Cetate, fiind separat de aceasta prin zona non ædificandi, care avea o lățime de 948 de metri, și s-a dezvoltat separat, cu ajutorul Canalului Bega, pe care se transporta marfa, și in jurul gării. Astăzi limita dintre cartiere nu mai există, zidurile cetății fiind demolate la sfârșitul secolului al XIX-lea. 
Numele actual a fost dat în 1773 în cinstea împăratului Iosif al II-lea, după a doua vizită a acestuia la Timișoara. În perioada interbelică s-a numit Prințul Carol, iar în perioada comunistă, 1 Mai.
Iosefin a avut un aspect rural până la conectarea Timișoarei la sistemul feroviar din Europa Centrală, în 1857, când s-a construit prima gară a orașului în nordul cartierului. În zona cuprinsă între Bega și gara, construcția de fabrici a fost impulsionată în a doua jumătate a secolului al XIX-lea. Pe atunci, aici se produceau, printre altele, alcool, tutun, chibrituri, pălării, mătase, unt, lanțuri și mașini. Portul orasului a fost construit, de asemenea, în Iosefin. 

Cartierul a fost bombardat în timpul celui de-Al Doilea Război Mondial, atât de Aliați, cât și de Puterile Axei, suferind atât pierderi omenești, cât și clădiri rezidențiale, industriale și instituții. 

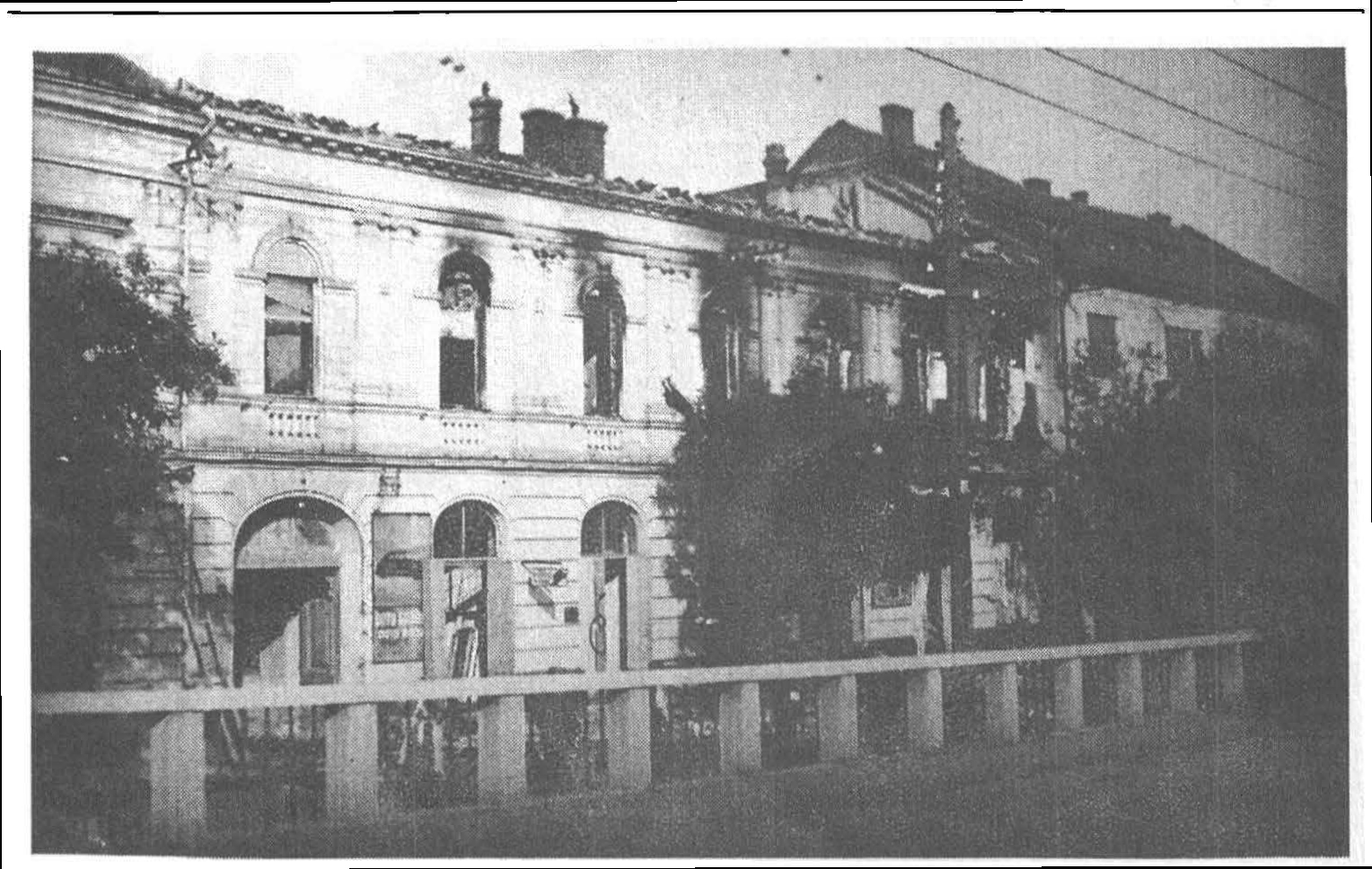
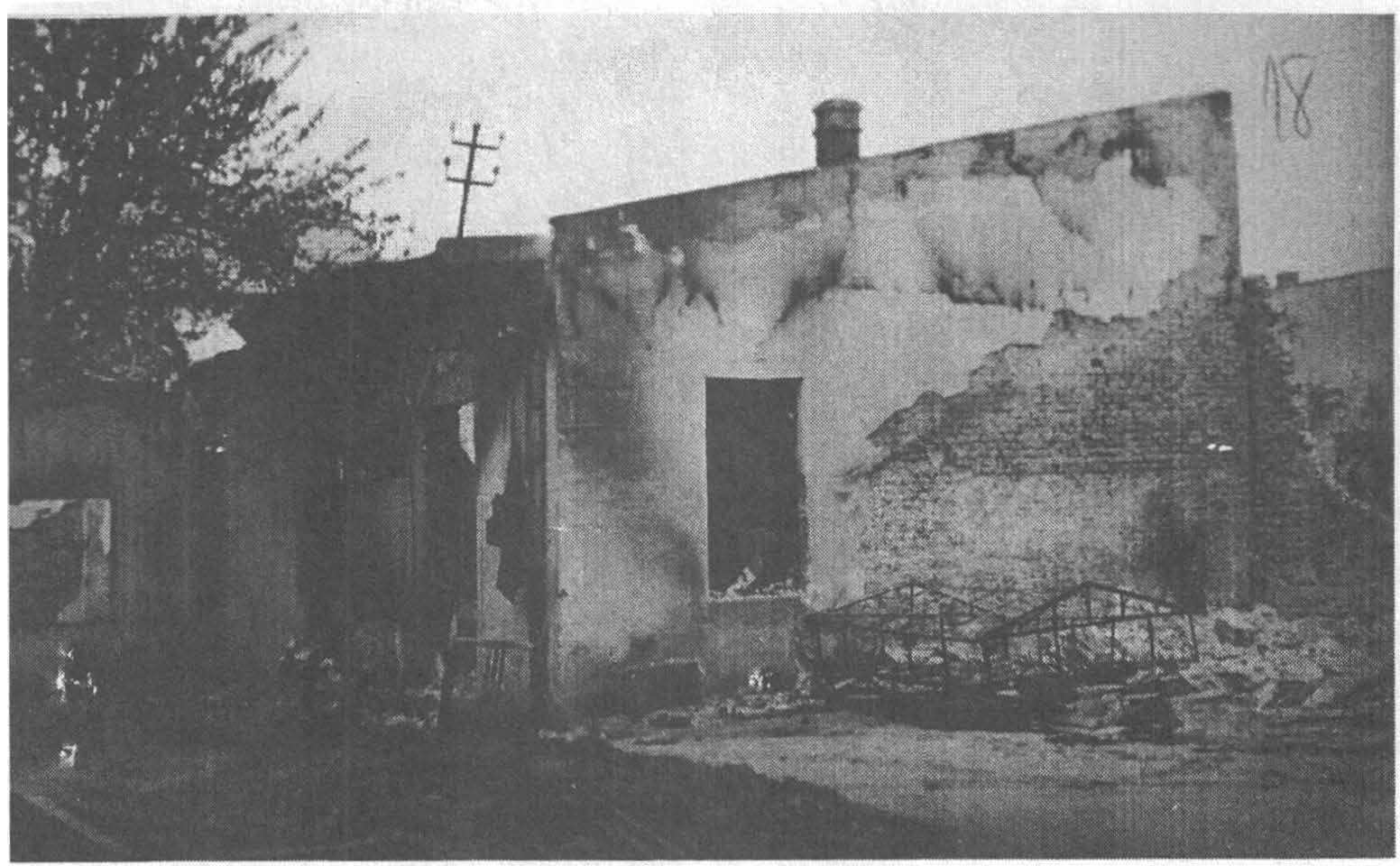
Clădiri bombardate din Iosefin
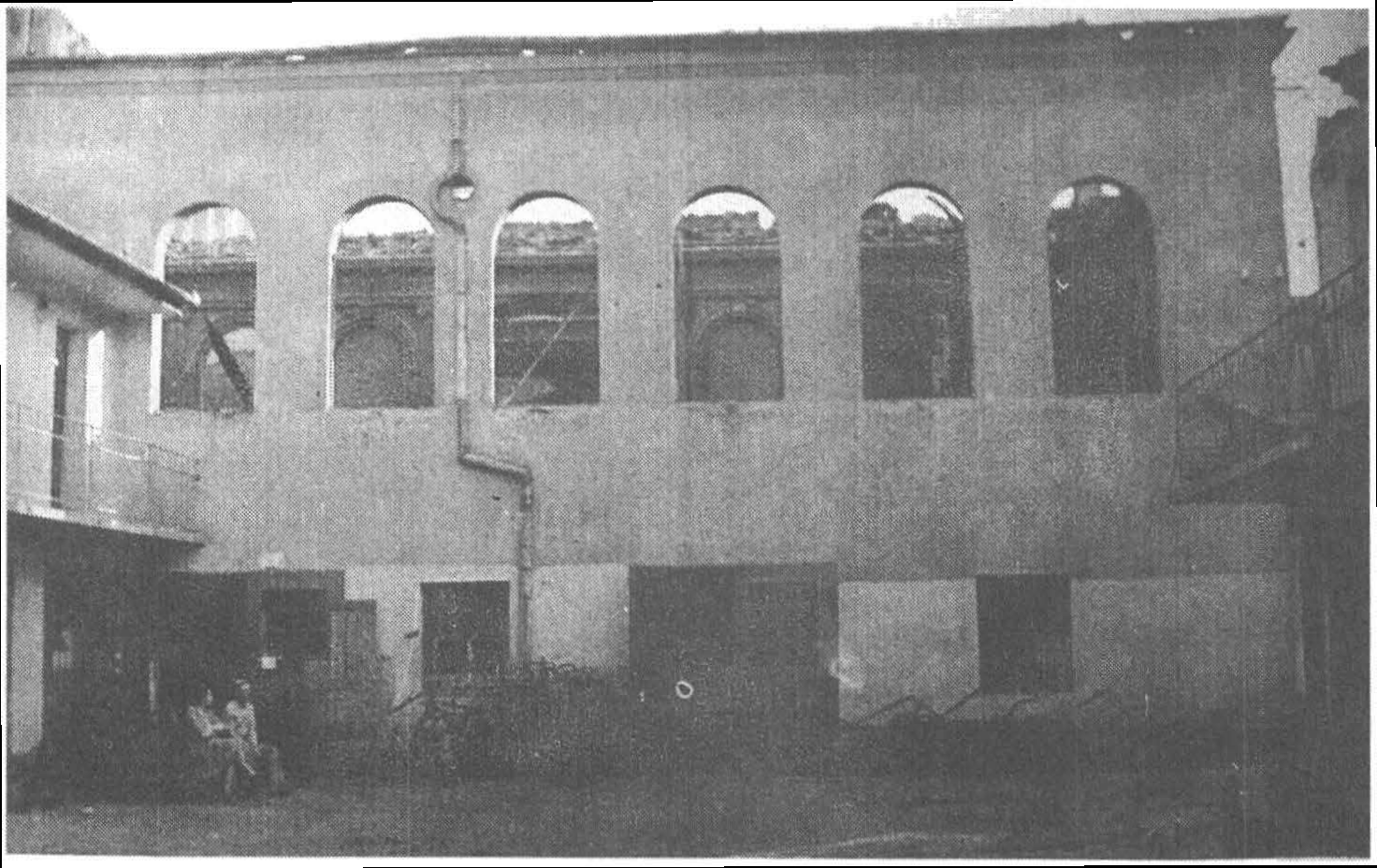

Printere clădirile bombardate s-au numărat: Gara „Domnița Elena”, Fabrica de Lanțuri, Moara Mare, Fabrica de Tutun, Fabrica de Chibrite, Fabrica de Spirt, Moara Prohaska, Hotelul Terminus, precum și numeroase locuințe. 

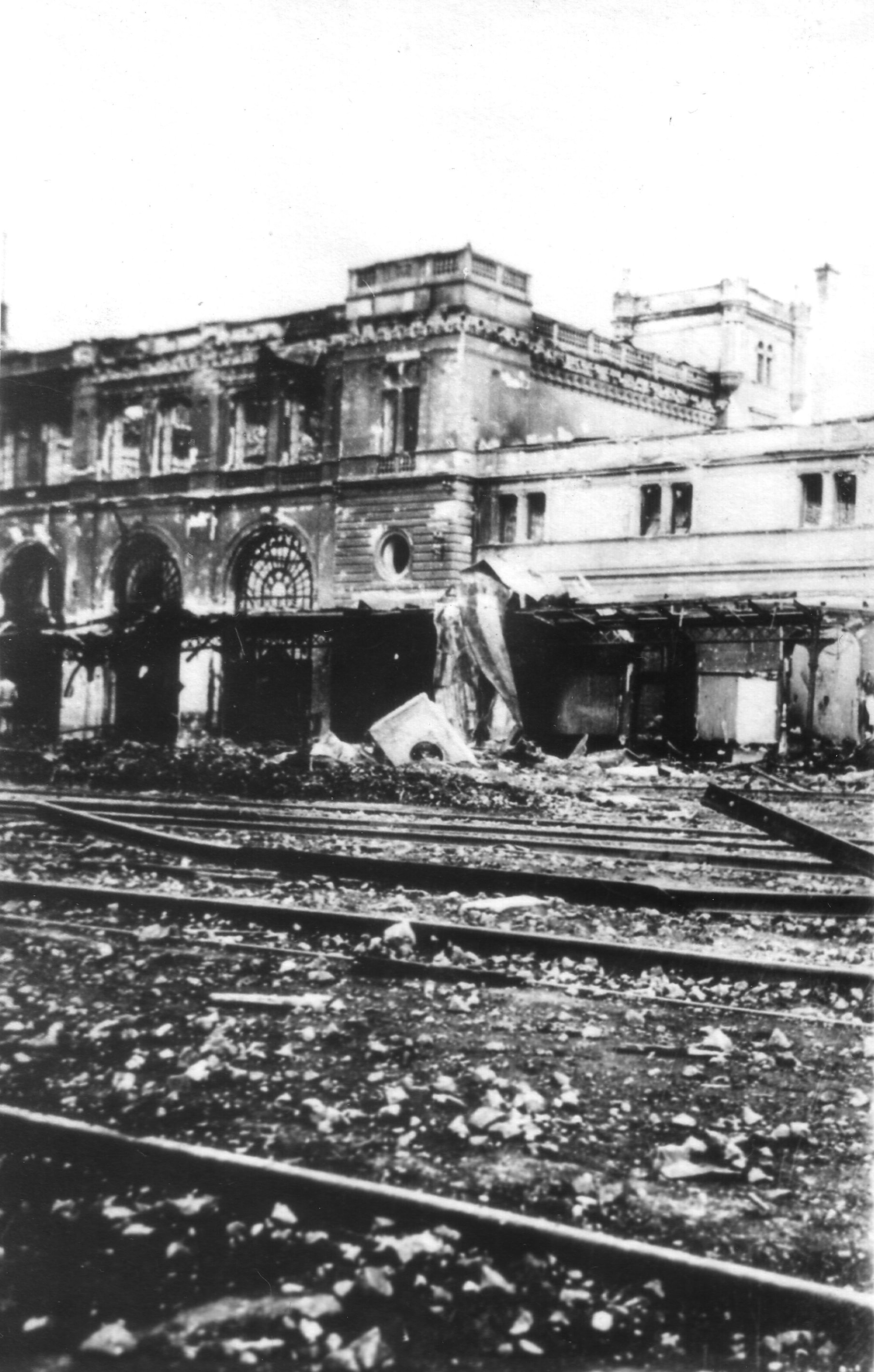
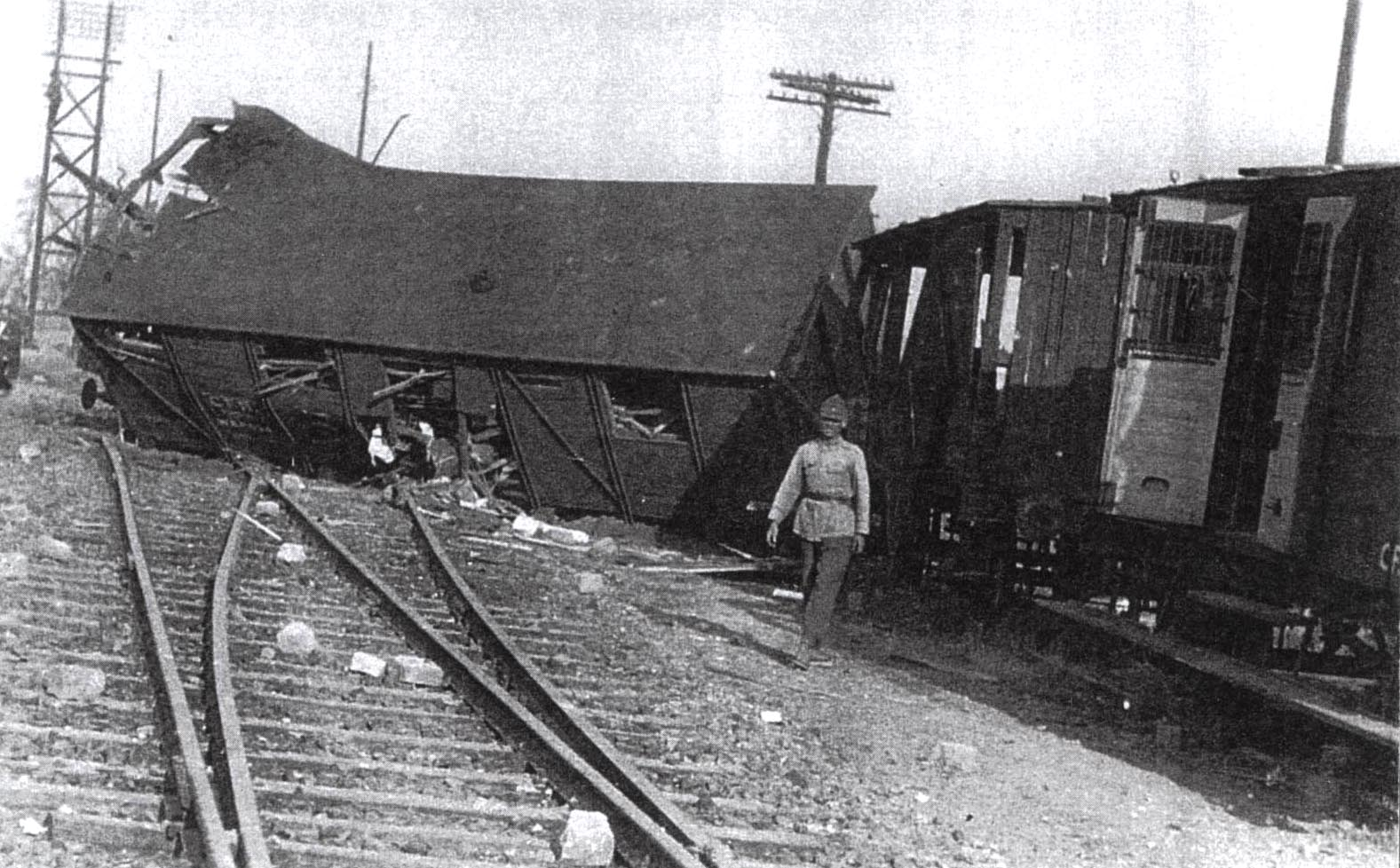
Gara „Domnița Elena”
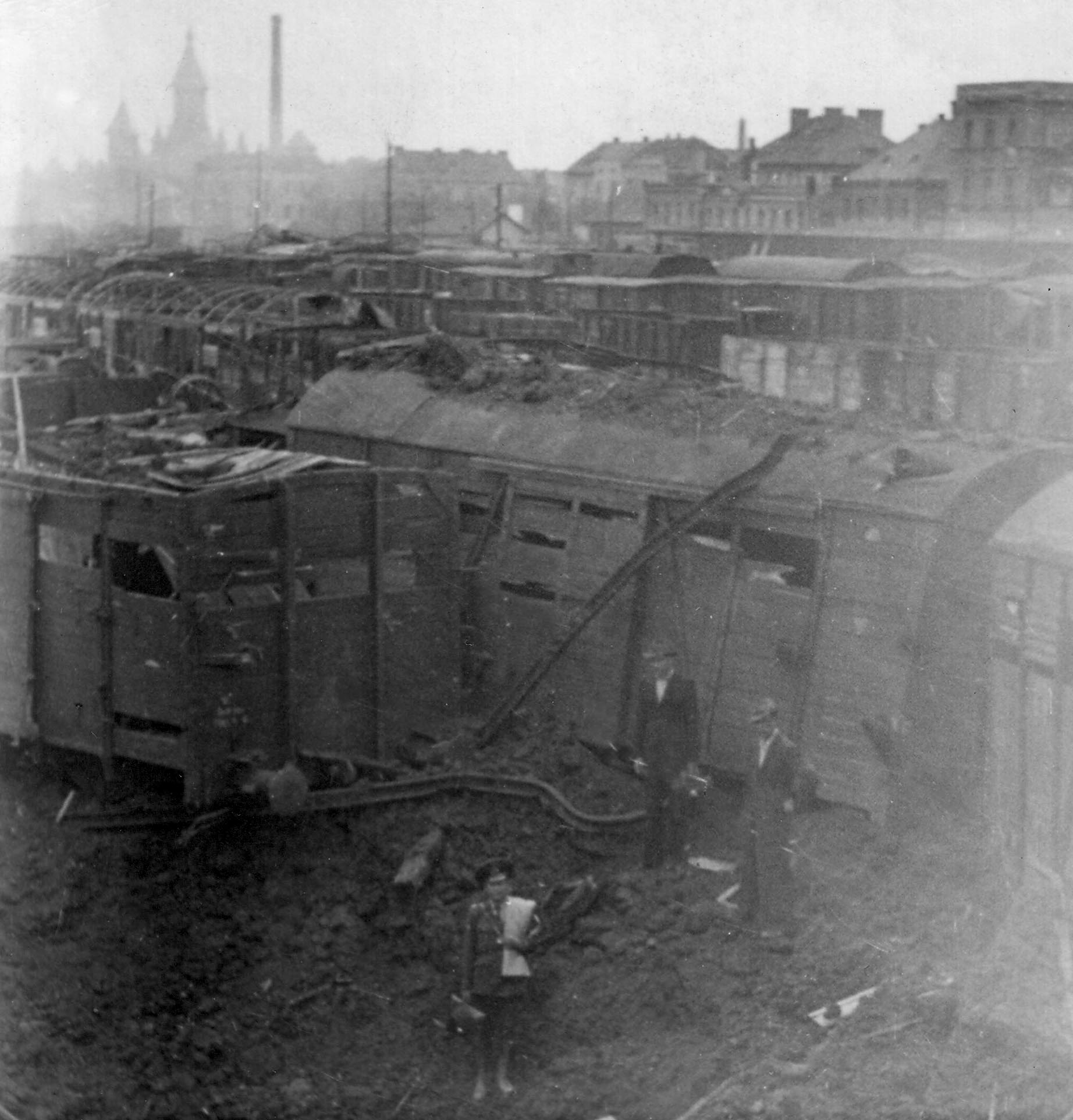
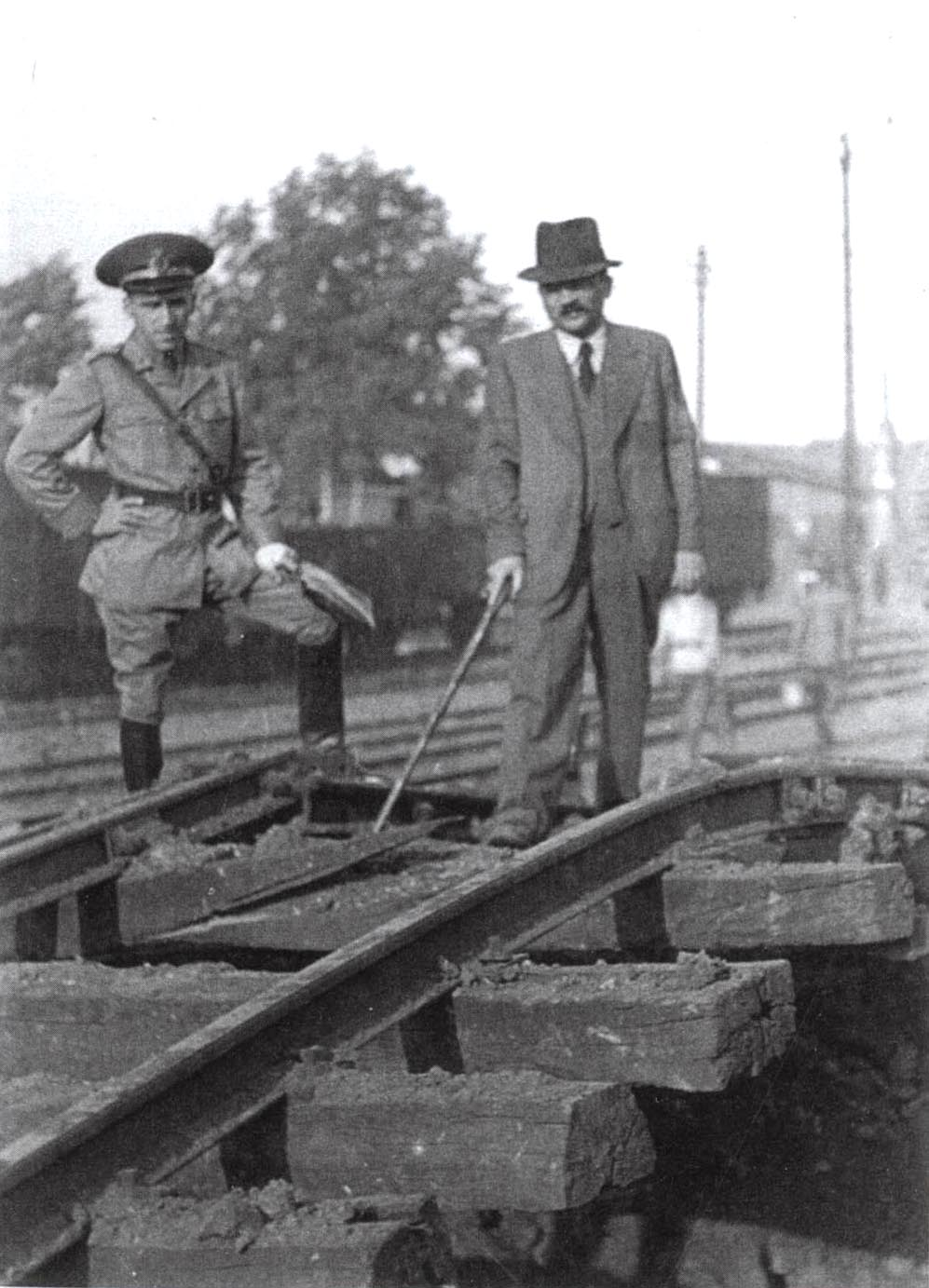

## Poarta de intrare a cartierului
Poarta de intrare a cartierului Iosefin este astăzi podul spre Piața Maria. Clădirile de aici au fost construite după 1890, când s-au ridicat interdicțiile militare pentru că s-a considerat că cetatea Timișoarei nu mai avea importanță strategică. Iosefinul vechi se întinde din Piața Mocioni (fostă Piața Küttel, cunoscută și ca „Sinaia”), unde este Biserica Ortodoxă, construită între anii 1931-1936. Casele scunde alternează cu cele înalte, amplasate în stil german, cu plan rectangular și culori variate. 
Piața Maria și-a luat numele de la Monumentul Sfânta Maria, ridicat pe locul unde legenda spune că a fost executat Gheorghe Doja. Altă legendă spune că în momentul torturii, călugării care intonau imnuri au văzut pe cer chipul Sfintei Maria, după aceea hotărând să ridice pe acel loc o statuie din lemn. Aceasta a fost înlocuită, la începutul secolului trecut, cu statuia Sfintei Marii, din marmură de Carrara, proiectată de arhitectul László Székely. În ianuarie 2012, statuia cioplită în 1906 din marmură de Carrara, care era adăpostită într-o capelă în stil romanic, a fost trântită la pământ și deteriorată de un tânăr, rămas neidentificat.
Piața Maria a jucat un rol important în istoria Timișoarei. De la casa parohiala reformată a pornit în 1989, Revoluția Română.

## Clădiri și structuri
În afară de biserica romano-catolică, care a fost construită între 1774 și 1775, toate clădirile din Iosefin sunt construite după 1868, majoritatea în jurul anului 1900. Cartierul este caracterizat de fronturi stradale continue, clădiri cu înălțime redusă și densitate relativ mare. Există numeroase clădiri în stil istoricist/eclectic, tipic celei de-a doua jumătate a secolului al XIX-lea, precum și câteva ansambluri arhitecturale valoroase în stilul anilor 1900, cu derivările stilistice specifice – Art Nouveau, Jugendstil sau Secession. Arhitectura industrială și utilitară a Iosefinului, realizată în stilul anilor 1900, este reprezentată de câteva edificii, printre care fosta Fabrica de Țigarete din Timișoara (construită în 1846, prima de acest fel pe actualul teritoriul României) sau Turnul de apă. Astăzi, Situl urban „Vechiul Cartier Iosefin” este monument istoric.
Clădiri reprezentative ale cartierului sunt:
- Biserica Ortodoxă din Iosefin, construită între anii 1932 - 1936, arhitectura fiind inspirată de Sfânta Sofia.
- Biserica Romano-Catolică din Iosefin, construită în 1774, în stil baroc, are în curte cea mai veche statuie din piatră a Sfântului Ioan Nepomuk (1723).
- Biserica Notre Dame, aparținea mănăstirii călugărițelor din ordinul Notre Dame, construită la sfârșitul secolului al XIX-lea. Deservește în prezent comunitatea catolică a bulgarilor bănățeni.
- Colegiul Bănățean și Liceul Sârbesc, clădiri construite de Episcopia Romano-Catolică pentru Ordinul Călugărițelor Notre Dame. În actualul Liceu Sârbesc erau locuințele măicuțelor, în școala generală de alături erau cantina și internatul, iar clădirea actualului Colegiu era Școala de Fete. În 1948 toate au fost confiscate de comuniști, iar măicuțele au părăsit mănăstirea. Clădirile au fost retrocedate Episcopiei Romano-Catolice în urmă cu câțiva ani.
- Palatul Băncii de Economii, clădire situată la intersecția Bulevardelor Tinereții și General Ion Dragalina, și a fost conceput pentru Banca de Economii Timișoara, Filiala Iosefin, înființată în 1880. De-a lungul timpului a găzduit diferite magazine.
- Gara de Nord (Josefstadter Bahnhof sau Jozsefvaros Indohaz). Clădirea veche a fost ridicată între anii 1897-1899. Prima linie de cale ferata a fost construită în 1858, unind Timișoara de Baziaș. După instaurarea administrației românești, gara primește numele de Gara Domnița Elena. După bombardamentele din al Doilea Război Mondial, gara a fost refacută după planurile inițiale, însă în anii ‘70, dupa modernizarea instalațiilor a fost modelată în forma actuală.
- Sinagoga din Iosefin, lăcaș de cult al evreilor ortodocși din Timișoara, edificat în anul 1910.
- Compania de pompieri din Iosefin primul sediu modern al pompierilor din Timișoara, a fost proiectată László Székely în stilul anilor 1900, construită în anul 1905, inaugurată la 1 iunie 1906, aceasta se militarizează la data de  1 iunie 1936 și ia ființă sub noua denumire Compania de Pompieri Militari Timișoara[16][17][18].După anul 2004 pompierii au preluat și atribuțiunile de protecție civilă, sarcinile acesteia au crescut și intervin în cazul situațiilor de urgență în Timișoara și județului Timiș în zona de responsabilitate a acesteia[19], unde în cadrul subunității după anul 2006 ia ființă S.M.U.R.D. Timiș.
- Turnul de apă din Iosefin a fost construit în 1914, fiind perechea celui din Fabric, ridicat cu doi ani mai devreme. După lucrările de canalizare, au fost construite la capetele rețelei de distribuție și au servit pentru compensarea consumului maxim din cursul zilei.
- Podul de fier leagă astăzi străzile Ady Endre și Andrei Mureșanu, iar multe dintre ghidurile turistice publicate cu ani în urmă menționează că a fost proiectat de însuși Gustave Eiffel, constructorul faimosului turn din Paris. De fapt, acest pod a fost construit în perioada Primului Război Mondial (1913) prin refolosirea structurii metalice a podului Hunyadi, care se afla în fața Palatului Societății de Hidroalimentări Timiș-Bega, din cartierul Iosefin.
- Casa cu Ancoră se afla chiar înaintea podului ce duce spre gară și a fost construită pe locul primei căpitanii a Portului Timișoara, în 1755.

## Cartiere înfrățite
- Josefstadt, Viena, Austria
- Józsefváros, Budapesta, Ungaria

## Imagini

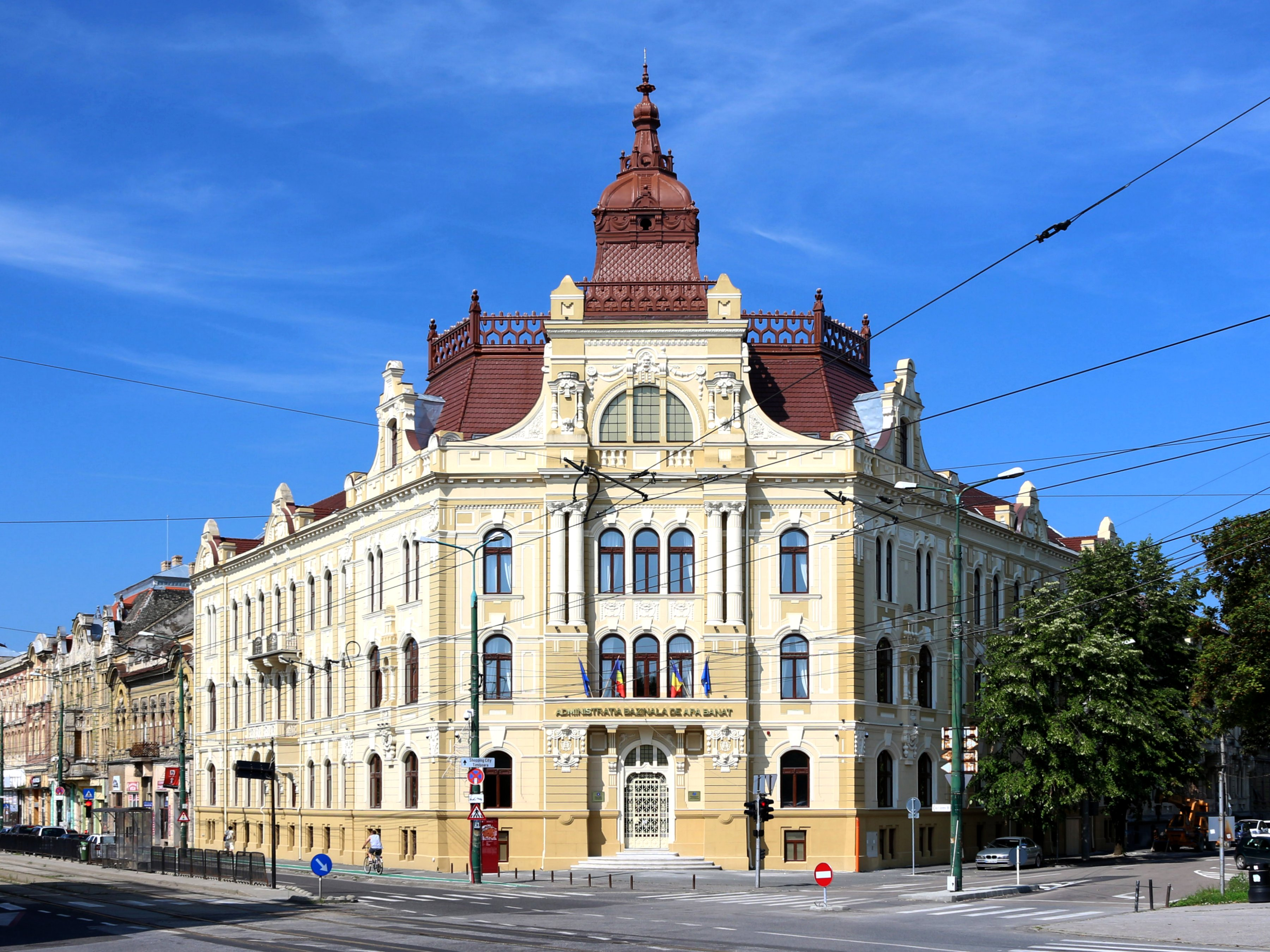
Palatul Apelor, la intrarea în cartierul Iosefin, dinspre podul peste Canalul Bega
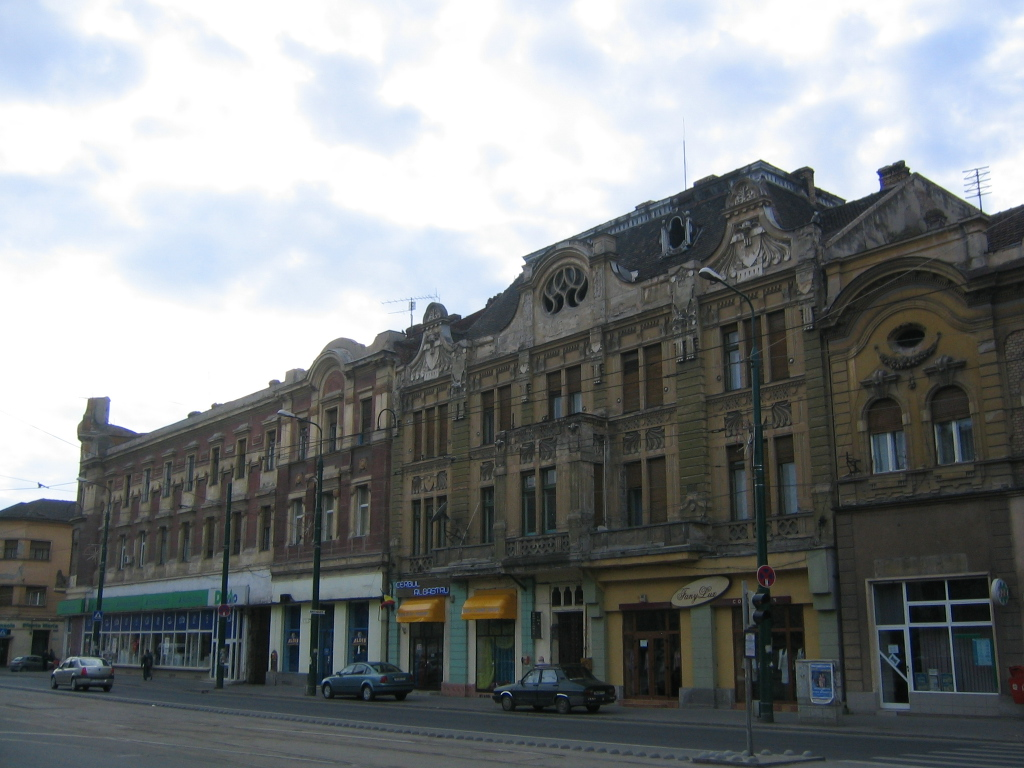
Palatul István Nemes și fostul Cazinou Délvidéki pe Bd. 16 Decembrie
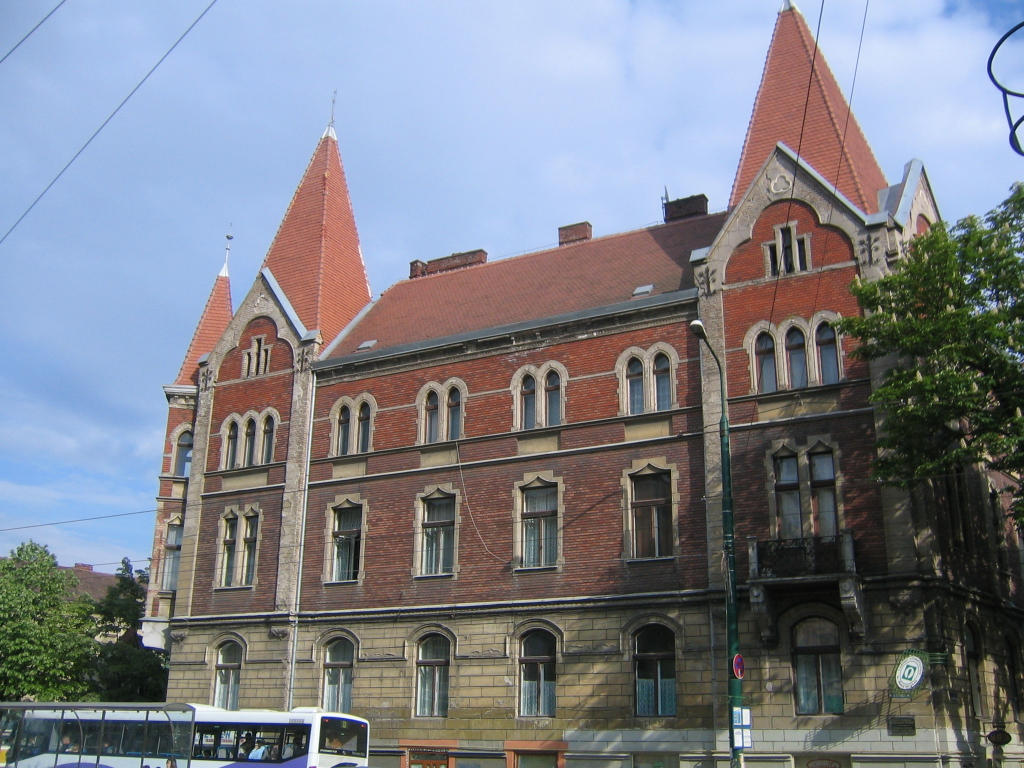
Casa parohială reformată, locul de unde a pornit Revoluția română din 1989.
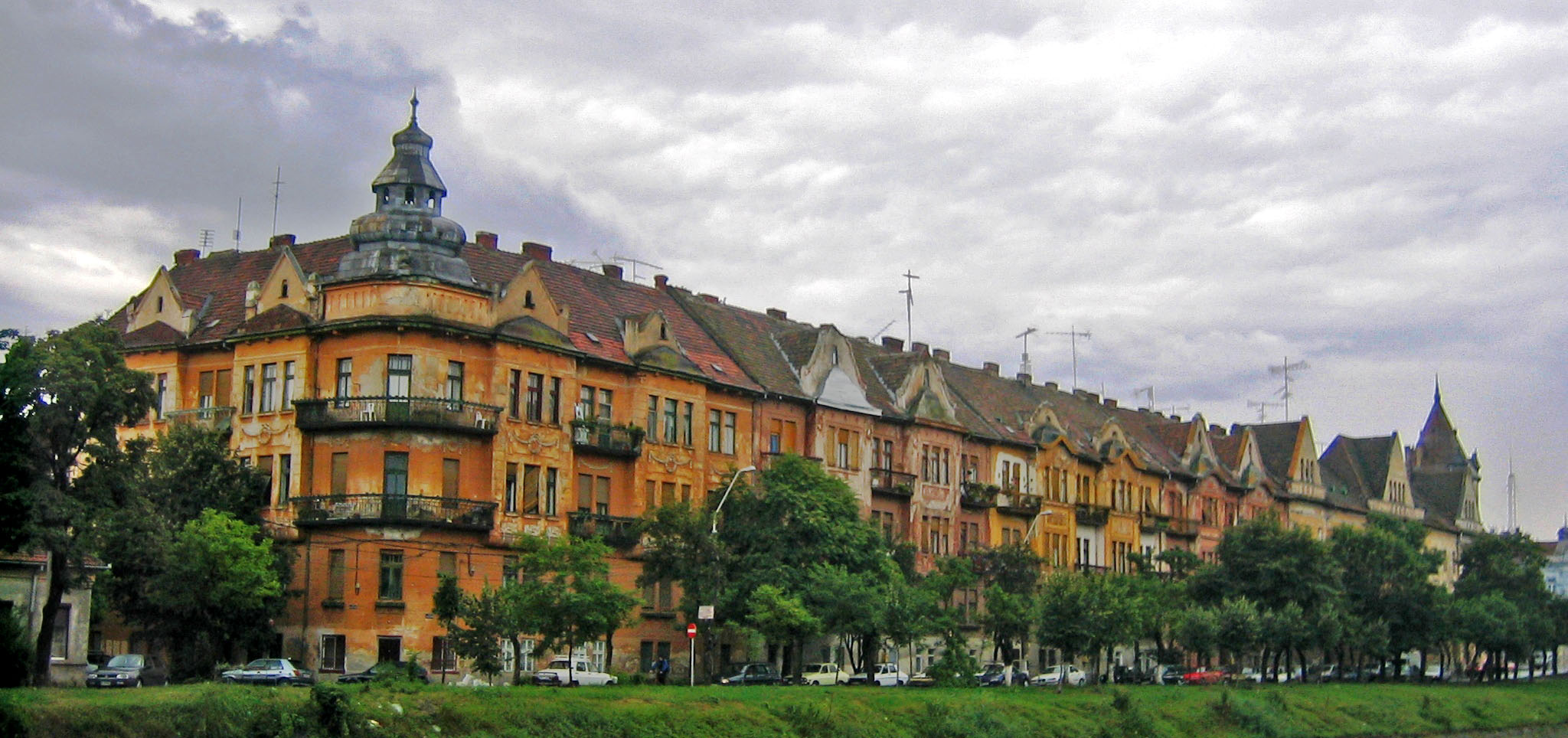
Palatele Salamon Schmirer și Adolf Hanecker, pe malul stâng al Canalului Bega